# アリーフェ
アリーフェ（伊: Alife）は、イタリア共和国カンパニア州カゼルタ県にある、人口約7,300人の基礎自治体（コムーネ）。

## 地理

### 位置・広がり

#### 隣接コムーネ
隣接するコムーネは以下の通り。
- アルヴィニャーノ
- バイア・エ・ラティーナ
- ドラゴーニ
- ジョーイア・サンニーティカ
- ピエディモンテ・マテーゼ
- サン・ポティート・サンニーティコ
- サンタンジェロ・ダリーフェ

### 気候分類・地震分類
アリーフェにおけるイタリアの気候分類 (it) および度日は、zona C, 1263 GGである。
また、イタリアの地震リスク階級 (it) では、zona 2 (sismicità media) に分類される。

## 姉妹都市
- アラトリ、イタリア - 1984年
- en:Głowno、ポーランド - 1990年
- アヴェルサ、イタリア - 2020年